# Пензятка
Пензя́тка (рос. Пензятка, ерз. Пензятка) — село у складі Лямбірського району Мордовії, Росія. Адміністративний центр Пензятського сільського поселення.

## Населення
Населення — 1257 осіб (2010; 1124 у 2002).
Національний склад (станом на 2002 рік):
- татари — 81 %